# Донегол (залив)
Донегол (ирл. Bá Dhún na nGall, англ. Donegal Bay) — залив Атлантического океана на северо-западе Ирландии.
Водами залива Донегол омываются побережья трёх ирландских графств — Донегол на севере и востоке, Слайго и Литрим на юге. На запад от залива лежит Атлантический океан. В крайней северо-восточной части залива, в месте впадения в него реки Эске, расположен город Донегол.
Длина залива около 39 км, ширина до 35 км; глубины 50‒79 м. Полусуточные приливы высотой до 4,7 м. По своей площади Донегол является крупнейшим заливом Ирландии. Здесь находятся самые высокие в Ольстере и шестые по величине в Европе морские клифы (Слив-Лиг, высотой до 601 м над уровнем моря).
Вследствие обращённого на запад расположения и воронкообразной формы, в заливе складываются прекрасные условия для занятий сёрфингом. Песчаные пляжи Росноулах и Бандоран считаются одними из лучших в Европе мест для сёрфинга.
Города на побережье залива Донегол: Баллишаннон, Маунтчарли, Донегол, Бандоран, Туллаган, Киллибегс.
Острова залива Донегол: остров Святого Эрнана, Бель-Иль, Роттен.